# Ariadne specularia
Ariadne specularia är en fjärilsart som beskrevs av Hans Fruhstorfer 1899. Ariadne specularia ingår i släktet Ariadne och familjen praktfjärilar. Inga underarter finns listade i Catalogue of Life.